# Mima Ito
Mima Ito (伊藤 美誠 Itō Mima) (nacida el 21 de octubre del 2000) es una jugadora japonesa de tenis de mesa.

## Palmarés internacional
| Juegos Olímpicos   | Juegos Olímpicos | Juegos Olímpicos  | Juegos Olímpicos    |
| Año                | Lugar            | Medalla           | Prueba              |
| ------------------ | ---------------- | ----------------- | ------------------- |
| 2016               | Río de Janeiro   | Medalla de bronce | Equipo              |
| 2020               | Tokio            | Medalla de oro    | Dobles mixto        |
| 2020               | Tokio            | Medalla de plata  | Equipo              |
| 2020               | Tokio            | Medalla de bronce | Individual femenino |
| Campeonato Mundial |                  |                   |                     |
| Año                | Lugar            | Medalla           | Prueba              |
| 2016               | Kuala Lumpur     | Medalla de plata  | Equipo              |
| 2017               | Düsseldorf       | Medalla de bronce | Dobles femenino     |
| 2018               | Halmstad         | Medalla de plata  | Equipo              |
| 2019               | Budapest         | Medalla de plata  | Dobles femenino     |
| 2021               | Houston          | Medalla de plata  | Dobles femenino     |
| 2022               | Chengdu          | Medalla de plata  | Equipo              |

## Carrera
A la edad de diez años, se convirtió en la persona más joven en ganar un partido en los campeonatos japoneses de tenis de mesa senior, además de ser la persona más joven en ganar un torneo del Circuito Junior de la ITTF. A los once años de edad, ella derrotó a la jugadora clasificada en la posición número 50 del ranking mundial en ese momento. En junio de 2015, a la edad de 14 años, logró ubicarse por primera vez entre las primeras 10 de la clasificación mundial, alcanzando la novena posición.
En marzo de 2014, ella, junto con Miu Hirano, ganó el título de dobles en el Abierto de Alemania. Ambas tenían 13 años de edad en ese momento.  Así se convirtieron en las jugadoras más jóvenes en ganar una competición de dobles en el ITTF Pro-Tour.
En abril de 2014, ganó nuevamente con Miu Hirano un título de dobles en el ITTF Pro-Tour, en España.
En diciembre de 2014, ganó nuevamente los dobles con Miu Hirano en las Pro-Tour Grand Finals, en Bangkok, contra la asociación de Singapur, formada por las tenismesistas Feng Tianwei y Yu Mengyu. De esta forma, Miu Hirano y Mima Ito se convirtieron en los jugadoras más jóvenes en ganar las finales del Pro-Tour Grand Finals.     
En marzo de 2015, ganó, después de vencer a Shan Xiaona, a Che Xiaoxi y a Feng Tianwei, el título de los individuales en el Abierto de Alemania contra Petrissa Solja.
El 5 de julio de 2015, Mima Ito y Miu Hirano ganaron el título de dobles femeninos en el Tour Mundial ITTF, en el Abierto de Corea, en la ciudad de Incheon.
En diciembre de 2015, se entregó a la japonesa Mima Ito el premio ITTF Star, por ser la estrella revolucionaria de ese año, presentado por TMS International.
En septiembre de 2015, se anunció que formaría parte de la selección nacional japonesa en los Juegos Olímpicos de 2016, que se celebrarían en Río de Janeiro. A los 15 años de edad, ganó la medalla de bronce para el equipo japonés, luego de derrotar en el último punto de la serie a la Singapurense Feng Tianwei (en ese entonces, número 4 del mundo), por 3 a 0, en sets corridos. El equipo japonés estaba formado por ella, y las tenismesista Ai Fukuhara y Kasumi Ishikawa.  Con esta medalla de bronce obtenida en Río, rompió otro récord al convertirse en la jugadora de tenis de mesa más joven en ganar una medalla en la categoría Equipos de Mujeres.

## Premios
- 2015: ITTF Estrella revolucionaria del año[17]